# Shorea johorensis
Espèce
Statut de conservation UICN

 CR A1cd : 
En danger critique
Shorea johorensis est une espèce de plantes du genre Shorea de la famille des Dipterocarpaceae.